# Ludwig Simon (Ornithologe)
Ludwig Simon (* 1956) ist ein deutscher Ornithologe, Autor zu Themen des Natur- und Umweltschutzes sowie Leiter des Referates Biologische Vielfalt und Artenschutz beim Landesamt für Umwelt, Wasserwirtschaft und Gewerbeaufsicht des Landes Rheinland-Pfalz.

## Leben
Nach dem Abitur am Max-Slevogt-Gymnasium und dem Studium der Biologie beschäftigt Ludwig Simon sich neben seiner Tätigkeit als Leiter des Referates für Artenschutz am Landesamt für Umwelt des Landes Rheinland-Pfalz als Autor und Naturschützer besonders mit Vögeln, Amphibien, Blattfußkrebsen, Flusskrebsen und Reptilien.
Eines seiner wesentlichen Forschungsgebiete ist die Veränderung des Brutverhaltens von Vögeln angesichts eines zunehmend vom Menschen bestimmten Lebensraums. Er ist maßgeblich an der Entwicklung von Artenschutzprogrammen beteiligt.
Ludwig Simon ist Autor und Mitautor zahlreicher Bücher zu Themen des Natur- und Artenschutzes.

## Publikationen (Auswahl)
- Die Naturschutzgebiete in Rheinland-Pfalz 2/3, Die Planungsregion Rheinpfalz und die Planungsregion Westpfalz (mit Jürgen H. Jungbluth und Manfred Niehuis). Mainz: Naturhistorisches Museum 1987
- mit Antonius Kunz: Die Vögel in Rheinland-Pfalz. Eine Übersicht. Naturschutz und Ornithologie in Rheinland-Pfalz 4, 1987; S. 353–657.
- Begleituntersuchungen zum Biotopsicherungsprogramm „Streuobstwiesen“. Trier 1992
- mit Andreas Bitz und Klaus Fischer: Amphibienschutz – Zeit zu handeln. Ministerium für Umwelt und Forsten Rheinland-Pfalz, Mainz 1995
- Streuobstwiesen. Ökologische Bedeutung, Pflege, Sorten. Oppenheim 1997
- Informationen zum Artenhilfsprogramm „Gefährdete Bodenbrüter“. Mainz 1991
- Biber in Luxemburg. Luxembourg 2006, ISBN 2-495-28010-2